# Gereon Sailer
Gereon Sailer (geboren um 1500; gestorben am 22. September 1562 in Augsburg) war ein Mediziner, der an der Durchsetzung der Reformation in Augsburg großen Anteil hatte. Sein Briefwechsel ist eine wichtige Quelle für die Reformationsgeschichte.

## Biografie
Gereon Sailer stammte aus dem Dorf Blumenthal bei Aichach und studierte an der Universität Ingolstadt. Er zog 1528 nach Augsburg, wo er das Bürgerrecht erwarb. Dort arbeitete er als Arzt am städtischen Blatterhaus. Dieses war im ausgehenden 15. Jahrhundert nach dem ersten Auftreten der „bösen Blattern“ (= Pocken) in Augsburg eingerichtet worden. Bei Blatterhäusern, die es in mehreren süddeutschen Städten gab, handelt es sich um Versorgungseinrichtungen für meist arme Patienten, die an Krankheiten litten, welche durch Hautausschläge gekennzeichnet waren.
Von 1530 bis 1562 war Sailer Stadtarzt. 1532 war Sailer maßgeblich an der Erarbeitung der Augsburger Medizinalordnung beteiligt, die Wundärzte und Hebammen der Aufsicht studierter Mediziner unterstellte. Die Wundärzte sollten bei der Behandlung von Syphilispatienten stärker kontrolliert werden. Bei der Therapie der Syphilis erzielte Sailer relativ gute Heilerfolge.
Sailer stand als Humanist in intensivem Briefkontakt mit Persönlichkeiten der Schweizer und der Straßburger Reformation, hatte aber auch Kontakte nach Wittenberg und nahm in theologischen Fragen vermittelnde Positionen ein. Als Landgraf Philipp von Hessen an der Syphilis erkrankte, machte er Sailer im Juli 1539 zu seinem Leibarzt, weil er diesem als Mediziner vertraute und Sailer religionspolitisch ähnliche Positionen vertrat wie er selbst. So wurde Sailer zum Berater und Informanten des Landgrafen. Sailer, der nicht zum Patriziat, sondern zur Mittelschicht der Reichsstadt gehörte und dort auch keine hohen Ämter bekleidete, gehörte zu dem Kreis um Bürgermeister Wolfgang Rehlinger, der die Politik Augsburgs bis zu dessen Umzug nach Straßburg 1544 prägte. Auch unter dem folgenden Bürgermeister Jakob Herbrot hatte Sailer großen Einfluss, konnte aber nicht verhindern, dass Augsburg in den Schmalkaldischen Krieg hineingezogen wurde. Obwohl Protestant, gehörte Sailer zu einem Beziehungsnetz, das die bayerischen Herzöge in Augsburg unterhielten, und stand auf einer Münchner Gehaltsliste.
Gereon Sailer war mit Felicitas Mayr verheiratet, die aus Kaufbeuren stammte.

## Veröffentlichung
- (mit  Adolphus Okko, Johannes Tieffenbach und Wolfgang Thalhauser): Was die Pestilenz an ihr selbst sey, mit ihren Ursachen und Arzneyen. Augspurg 1535.